# Henicorhina negreti
Henicorhina negreti là một loài chim trong họ Troglodytidae.